# Steele Hall
Raymond Steele Hall (30 de noviembre de 1928 - 10 de junio de 2024) fue un político australiano. Premier de Australia Meridional desde 1968 hasta 1970, senador de Australia Meridional desde 1974 hasta 1977, y miembro federal de la División de Boothby 1981-1996.

## Biografía
Hall fue originalmente un agricultor de Owen, pueblo a ochenta kilómetros al norte de Adelaida, antes de ganar la elección a la Cámara de Australia Meridional de la Asamblea como el Liberal y el País League (LCL), miembro de Gouger (más tarde rebautizada Goyder) en 1959. Ganando rápidamente una reputación por su independencia y la fuerza de sus puntos de vista, Hall emergió de las filas LCL parlamentaria para asumir el liderazgo del partido tras la retirada de Sir Thomas Playford en julio de 1966. Playford, que había servido antes como primer ministro durante 26 años, respaldado Hall como su sucesor. Aunque Hall fue mucho más progresista que Playford (y de hecho, una gran parte de la LCL), Hall ganó el apoyo Playford en parte debido a que comparten un fondo como los pequeños agricultores, en lugar de un miembro de la élite rural o el prestigioso establecimiento de Adelaida.
Hall fue reelegido en la elección federal de 1975. Se convirtió en un miembro de la Parte Liberal de Australia en junio de 1976 después de que el Movimiento Liberal reintegrarse en la LCL, que fue rebautizado para que coincida con sus homólogos interestatal. Él renunció al Senado el 16 de noviembre de 1977.